# 虎食人卣

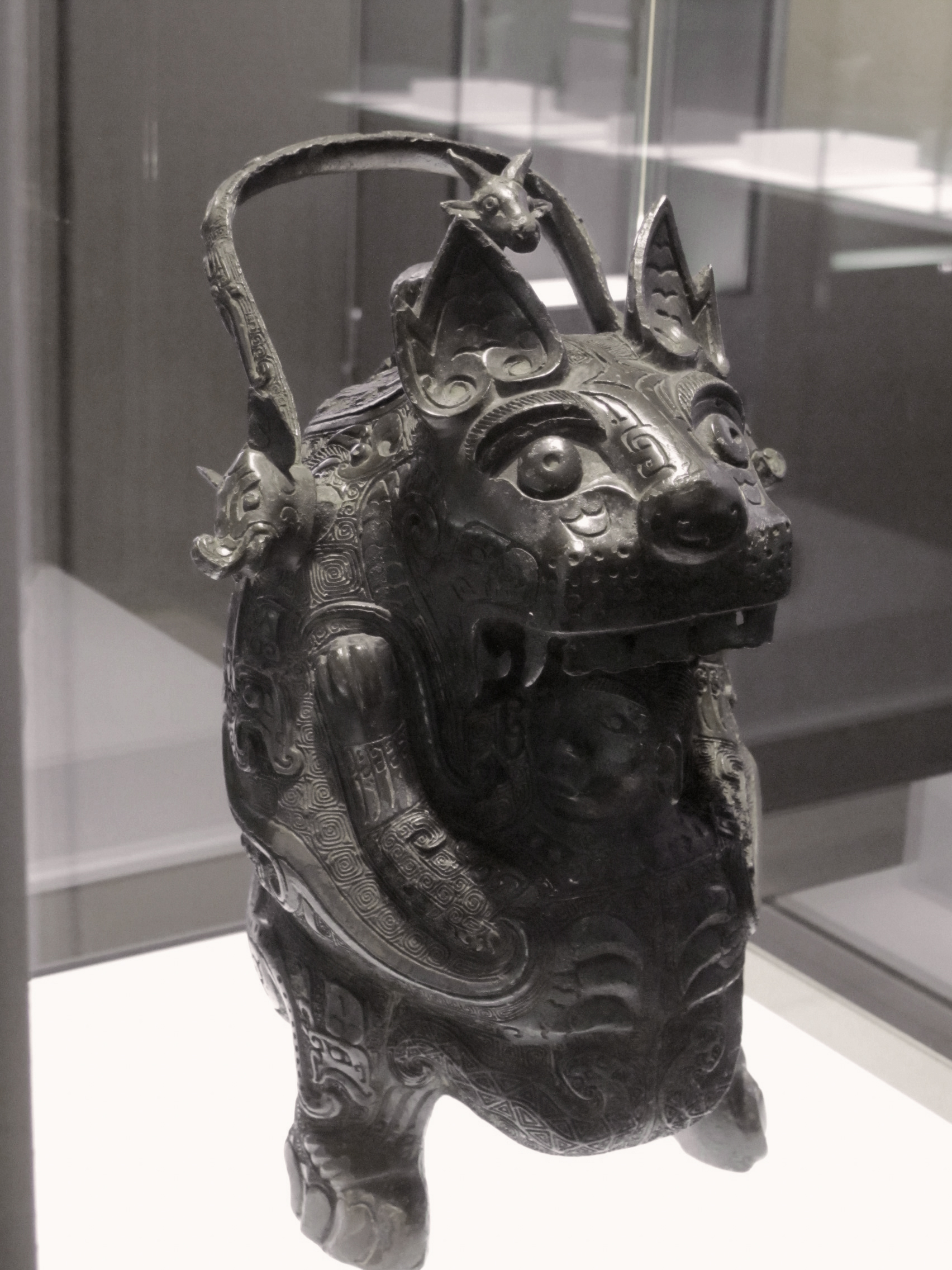
虎卣，现藏于法国赛努奇博物馆。

虎食人卣，又称虎卣，是商周时期的青铜酒器，屬於卣的一類。最早发现于湖南省宁乡县，最早出土的两个虎卣現位於日本和法国。中国民间收藏有六、七个，所有的器物在大小、器型、纹饰都有差别。现藏于日本的虎卣重量达到5.09公斤，通高35.7厘米，口缘直径10.4×9.0厘米；藏于法国的虎卣重量达到6.5公斤，长度是24厘米，高度是32厘米，宽度是19厘米。

## 形象與象徵
青铜器虎食人卣是一只老虎张开嘴巴，口内一个人。也有人认为是虎与人交配。在抽象象徵，许多多的理解，不能统一。有神与人关系理解，有天人合一理解。

## 工艺
器物纹饰极为复杂，然而范线却不易察觉；提梁与卣身分体铸造，却无法拆卸，最近一项发现是可以拆卸的，原来隐藏在背后的技术是：提梁用黄金铸造，外包铜质，利用黄金柔软性能和延伸性良好。

## 历史
中国古代一直盛行“无酒不成礼”之说，祭神祭祖、礼仪交往、宴宾会客等活动都需要用“酒”，而盛酒的青铜器就是“礼器”。
虎卣最早出土在清朝末年湖南省长沙府宁乡县、安化县。其中一虎卣流入日本后，于1903年由京都泉屋博古馆住友友純从古物商购买，入藏于1920年5月；另一虎卣，由赛努奇博物馆首任馆长亨利·达且·德·提萨克于1920年购买，后来曾在上海市展出过。